# Ordine sacro

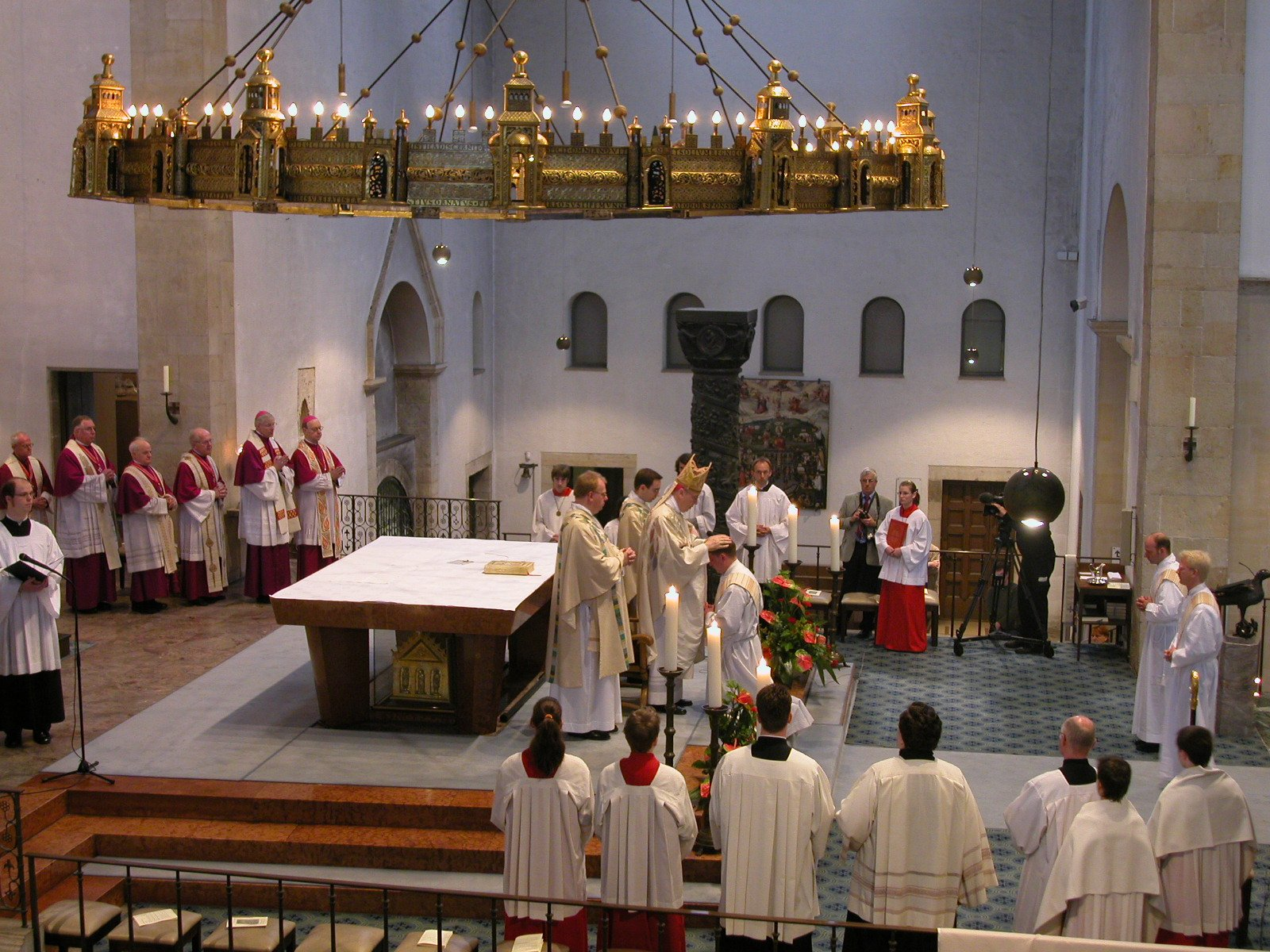
Ordinazione di tre presbiteri nel duomo di Hildesheim

L'ordine sacro è, nella religione cristiana, l'insieme degli uffizi ecclesiastici di diacono, presbitero e vescovo.
Nella Chiesa cattolica, in quella ortodossa, e nella Chiesa anglicana, esso è considerato uno dei sette Sacramenti. Alcune Chiese protestanti hanno dei ministeri ordinati, ma non considerano l'ordinazione un sacramento; altre Chiese, invece del termine "ordine", utilizzano il termine "ministero" o "ministerio".

## Nella Bibbia
Atti 19:1-7 riporta il primo episodio di effusione dello Spirito Santo per tramite dell'imposizione delle mani. I Dodici di Efeso ricevono un secondo battesimo in acqua e Spirito Santo, dopo aver ricevuto quello in sola acqua del Battista. La presenza dello Spirito Santo sopra di essi è resa manifesta dal carisma profetico e dalla xenoglossia, gli stessi donati ai Dodici nella Pentecoste. Tuttavia, tale secondo battesimo non è esplicitamente qualificato come ordine sacro.
L'effusione dello Spirito Santo sui Dodici nel giorno di Pentecoste trova un precedente biblico nell'effusione dello Spirito del Signore sui Settanta di Mosè (Numeri 11). Non fu tuttavia Mosè a imporre la mani, bensì Dio stesso a trasferire lo Spirito dal corpo del profeta a quello dei suoi eletti (Numeri 11.24-25). Mosè è infatti identificato da Stefano protodiacono e martire come il soggetto della profezia «vi farà sorgere un profeta tra i vostri fratelli, al pari di me» (Atti 7:37).
Prima della Pentecoste e della Chiesa di Efeso, lo Spirito Santo era presente sui sacerdoti, profeti e re d'Israele, ma non era trasmesso ai successori tramite l'imposizione della mani: si ereditava in base alla legge della primogenitura oppure era trasmesso direttamente da Dio da un padre spirituale ai suoi fratelli eletti per la stessa funzione. Le tre tipologie di destinatari dello Spirito Santo sono descritte da Giovanni 1:19-28: «Perché dunque battezzi se tu non sei il Cristo, né Elia, né il profeta?».
Giovanni il Battista anticipa il Cristo nel ruolo di sant'Elia (1:17), in quanto figlio di un successore della classe di Abìa. Dopo l'assenso dato all'angelo dell'Annunciazione, la Vergine Maria fu colmata di Spirito Santo e divenne la profetessa del Magnificat. Il carisma profetico e quello sacerdotale sono compresenti nel Benedictus del sacerdote Zaccaria.

## Cattolicesimo
Il Sacramento dell'Ordine consiste nell'effusione dello Spirito Santo e di uno o più dei suoi basilari carismi: unzione, dono sacerdotale e profetico secondo 1.25.
(Catechismo della Chiesa Cattolica)
Nella Chiesa delle origini san Ignazio di Antiochia intorno al 110 nelle sue Lettere delinea la tripartizione "vescovo - presbitero - diacono" (vedi la lettera agli Smirnesi VIII, 1). Viene inoltre menzionato per la prima volta da un pontefice nella lettera di papa Cornelio (251-253) a Fabio vescovo di Antiochia, nella quale erano indicati gli ordini allora in uso nella Chiesa di Roma.
Prima del Concilio Vaticano II, nella Chiesa latina e orientale i diversi gradi dell'ordine erano suddivisi in due categorie: ordini maggiori (episcopato, presbiterato, diaconato e suddiaconato) e ordini minori (accolitato, esorcistato, lettorato, ostiariato), e questi ultimi non erano sacramenti. Nella Chiesa latina chi riceveva gli ordini, a partire da quelli minori, veniva tonsurato e diventava chierico.
Dopo il Concilio Vaticano II (cfr. il decreto conciliare Presbyterorum Ordinis e il successivo motu proprio Ad Pascendum di papa Paolo VI) gli ordini minori sono stati ridotti e non vengono più chiamati ordini, ma ministeri: sono quelli dell'accolito e del lettore.
Per quanto riguarda gli ordini maggiori, oggi la teologia cattolica non parla più di “ordini” al plurale, ma di tre gradi dell'unico sacramento dell'Ordine:
- Episcopato: i vescovi. Sono i successori degli apostoli. Esercitano il triplice ministero dell'insegnamento (munus propheticum o munus docendi), del governo pastorale (munus regalis o munus regendi), della santificazione (munus sacerdotalis o munus liturgicum). In età apostolica le loro funzioni erano indistinte rispetto a quelle dei presbiteri.[9] Dal II secolo sono normalmente i pastori delle Chiese locali (diocesi).
- Presbiterato: presbiteri o preti. Sono i collaboratori dei vescovi con i quali condividono la predicazione della Parola di Dio, la presidenza dell'eucaristia e delle altre celebrazioni sacramentali, esclusa, normalmente, la confermazione e il conferimento dell'Ordine sacro.[9] Sono quindi sacerdoti come i vescovi. Possono esercitare il ministero nella guida di una parrocchia (in tal caso si dicono parroci) o in qualunque altro ministero che venga loro affidato dal vescovo proprio, cui devono obbedienza. Quando sono inviati dalla loro diocesi come missionari sono detti fidei donum.
- Diaconato: i diaconi. Sono collaboratori dei vescovi ordinati per il servizio. Inviati alle parrocchie come collaboratori pastorali, predicano la parola di Dio, amministrano il battesimo, assistono e benedicono il matrimonio, portano il viatico ai moribondi, amministrano i sacramentali, presiedono al rito funebre e alla sepoltura. Coordinano il ministero della carità e dell'assistenza nella chiesa.[9]

Questo sacramento è chiamato "ordine" in quanto con questo termine si designava, in epoca romana, un «corpo sociale», un gruppo di persone con funzioni pubbliche. Tale termine passò poi nella terminologia ecclesiastica per indicare un "collegio" o comunque un gruppo di persone incaricate di un ministero pastorale e/o dell'amministrazione di un culto.
Come i sacramenti del battesimo e della confermazione, nella teologia cattolica si dice che l'ordine conferisce un carattere: l'ordine resta valido per tutta la vita di chi lo ha ricevuto (sebbene le funzioni non possano essere lecitamente attuate), anche in seguito a condanna alla pena della sospensione "a divinis", alla dimissione dallo stato clericale oppure alla decisione di abbandono del ministero.

### Chi può essere ordinato
Nel rito latino può essere ordinato qualsiasi battezzato di sesso maschile, celibe, che abbia compiuto venticinque anni (Codice di Diritto Canonico, can. 1031) e che, dopo le prove della formazione in un seminario, dopo gli studi filosofici e teologici, riceva la positiva valutazione dai responsabili della sua formazione e venga presentato al vescovo per ricevere il sacramento dell'Ordine.

#### Il sesso degli ordinandi
Nella Chiesa cattolica gli ordini sacri sono conferiti solamente a uomini; con la lettera apostolica in forma di motu proprio Spiritus Domini del 10 gennaio 2021 è possibile sia per gli uomini che per le donne accedere, indistintamente, ai ministeri dell'accolitato e del lettorato. Il Magistero si è sempre espresso in maniera negativa rispetto all'ordinazione femminile. Questa posizione fu affermata per la prima volta da papa Paolo IV e ribadita con forza come definitiva da papa Giovanni Paolo II. Anche papa Francesco ha ribadito questa posizione affermando che sul sacerdozio femminile "la porta è chiusa".

Le motivazioni del Magistero sono le seguenti:
1) la scelta di Gesù di non aver incluso fra i suoi apostoli alcuna donna: 
(Franjo Šeper, prefetto della Congregazione per la dottrina della fede, Dichiarazione circa la questione dell'ammissione delle donne al sacerdozio femminile)
2) la tradizione della Chiesa è stata concorde nel rigettare l'ordinazione di donne sacerdote:
(Franjo Šeper, prefetto della Congregazione per la dottrina della fede, Dichiarazione circa la questione dell'ammissione delle donne al sacerdozio femminile)
3) solo un sacerdote uomo può agire in persona Christi:
(Franjo Šeper, prefetto della Congregazione per la dottrina della fede, Dichiarazione circa la questione dell'ammissione delle donne al sacerdozio femminile)
Diversi teologi cattolici non accettano questa posizione e negano che si possa parlare di infallibilità per questo documento; a tale scopo si fa il caso di altre posizioni magisteriali ritenute infallibili anche in assenza di una definizione dogmatica e poi abbandonate dallo stesso magistero. Questi teologi dissidenti sostengono che la scelta di solo apostoli uomini è comprensibile alla luce del contesto ebraico che Gesù non voleva urtare e non può essere presa come una norma eterna e valida per una società in cui la donna si è emancipata e ha superato il tradizionale stato di subalternità.
Tommaso d'Aquino, ad esempio, motivava l'impossibilità di un'ordinazione femminile con lo stato di soggezione che è naturale nelle donne:
(Tommaso d'Aquino, Somma teologica, Supplemento, questione 39, articolo 1)

##### Diaconesse
Almeno fino al VI secolo in tutta Europa e fino all'VIII secolo in Oriente, era presente un ordine di diaconesse. Era detta allora diaconessa la responsabile di una comunità monastica di donne, come attesta, tra gli altri, Gregorio di Nissa. Le diaconesse portavano il maforion o velo di perfezione, assistevano le donne nella piscina battesimale, praticavano l'unzione e potevano distribuire la comunione alle ammalate.
Le diaconesse erano semplicemente consacrate con condizione di ammissione come la verginità o la vedovanza, con attività principale l'assistenza caritativa e sanitaria alle donne.

#### La questione del celibato
La disciplina del celibato ecclesiastico conosce due diverse tradizioni all'interno della Chiesa cattolica.
- Nel rito latino i diaconi sono ordinati (a partire dal Concilio Vaticano II) sia celibi sia sposati, ma dopo l'ordinazione non possono più sposarsi (se sono celibi), né risposarsi (se sono sposati e rimangono vedovi). Un diacono sposato non può successivamente diventare presbitero (ad eccezione del caso in cui rimanga vedovo). I presbiteri devono essere celibi ed anche i vescovi devono essere celibi.[9]
- Nei riti orientali per i diaconi non è richiesto il celibato, ma dopo l'ordinazione non possono più sposarsi. Per i presbiteri, come per i diaconi non è richiesto il celibato, ma dopo l'ordinazione non possono più sposarsi. Solo per i vescovi è richiesto il celibato: di conseguenza i vescovi vengono spesso scelti fra i monaci, in quanto tutti i monaci sono anche celibi, mentre i preti non monaci possono essere sposati.[9]

### Riti liturgici
Tutte le ordinazioni vengono celebrate ordinariamente nel corso della messa. Momenti culminanti sono l'imposizione delle mani (gesto antichissimo con cui viene trasmesso il dono dello Spirito Santo) e la preghiera consacratoria (con cui si chiede a Dio la speciale grazia divina di cui ha bisogno l'ordinando per compiere il proprio ministero). L'ordinazione dei diaconi e dei preti viene impartita dal vescovo; l'ordinazione dei vescovi (chiamata consacrazione) viene impartita secondo il diritto canonico da almeno tre vescovi, tuttavia è valida anche se è impartita da un solo vescovo. Infatti, uno dei vescovi è detto consacrante principale e gli altri due sono detti co-consacranti, similmente alla messa solenne, quando è ministrata in triduo da tre sacerdoti.
San Paolo (I Tim., IV, 14) quanto alla materia parla solo dell’imposizione delle mani. Gli Atti degli Apostoli (VI, 6; XIII, 3) non precisano le parole della forma del Sacramento dell'Ordine.
Sant'Ippolito di Roma nella sua Traditio Apostolica (III sec. D.C.) riporta di una preghiera che accompagna l’imposizione delle mani. L'opera di Ippolito è “la più antica descrizione liturgica, pervenutaci all’inizio del III secolo".
L'unzione delle mani è una novità occidentale, che i greci non conoscono, ma è un elemento fondante della tradizione sacerdotale di Israele: oltre all'olio dell'illuminazione (Es 35), il Libro dell'Esodo (cap. 40) riferisce l'uso olio dell'unzione per consacrare la Dimora del Signore e i suoi arredi, come per conferire il sacerdozio ad Aronne e ai suoi figli, dopo una lavanda purificatrice in acqua e la vestizione delle tuniche.

### Altri uffici ecclesiastici
Nella Chiesa cattolica di rito latino esistono inoltre numerose cariche spettanti ad appartenenti all'ordine sacro, sebbene siano considerati alla stregua di titoli onorifici oppure differenziazioni all'interno dei vari gradi dell'ordine (cioè compiti, officii) e non comportino un'effettiva ordinazione (non sono cioè dei sacramenti):
- Arcivescovo è il vescovo che presiede un'arcidiocesi.
- Patriarca, nella Chiesa cattolica di rito latino, è il titolo dato ad un vescovo di una diocesi di importanza storica. Nella chiesa latina esistono quello di Venezia, di Lisbona e di Gerusalemme (altri sono stati successivamente soppressi). Mentre nella Chiesa cattolica di rito orientale il titolo non è solo onorifico e conferisce diritti maggiori rispetto al patriarca di rito latino.
- Patriarca, nelle altre chiese non latine, è il capo supremo di un'altra Chiesa cattolica, diversa da quella romana.
- Cardinali sono i vescovi, i presbiteri e talvolta i diaconi, che il papa elegge perché collaborino con lui nel governo della Chiesa universale. Inizialmente i cardinali erano i preti e i diaconi della chiesa di Roma e i vescovi delle diocesi suburbicarie (cioè le diocesi vicine a Roma: Ostia, Porto Santa Rufina ecc.), poi, nel tempo i papi hanno cominciato a creare cardinali, cioè loro più diretti collaboratori, vescovi o preti (o anche laici, soprattutto nel rinascimento) di altre diocesi o di altri paesi. Attualmente un candidato al cardinalato deve obbligatoriamente essere dapprima ordinato vescovo.
- Parroco è il presbitero posto dal vescovo alla responsabilità di una parrocchia.
- Vicario parrocchiale è il presbitero posto dal vescovo al servizio di una parrocchia per aiutare il parroco.
- Aiuto pastorale è il presbitero inviato a una parrocchia ma solo per aiutare il parroco e/o il vicario parrocchiale nell'amministrazione dei sacramenti.
- Cappellano è il presbitero inviato presso conventi, istituti (ospedali, carceri) per celebrare l'Eucaristia (se fisso, presiede la cappellania).
- Cappellano militare è il presbitero preposto a fornire assistenza spirituale nell'esercito e nelle forze armate in genere.

### Rapporti con le altre fedi
In base alla lettera apostolica Apostolicae curare di Leone XIII le ordinazioni anglicane non sono riconosciute come valide all'interno della Chiesa cattolica.

## Ortodossia
Nelle Chiese ortodosse Ordine sacro è diviso in tre gradi: episcopato, sacerdozio e diaconato.
Si hanno due tipi di sacerdozio:
- sacerdote e diacono sposato
- sacerdote e monaco (diacono non sposato)

Tutti gli altri titoli ecclesiastici gerarchici, per la Chiesa ortodossa, sono una pura invenzione umana e non divina.

## Protestantesimo
Diverse Chiese sorte dalla Riforma protestante hanno mantenuto il termine di ordine sacro, a cui però generalmente non è riconosciuto il carattere di sacramento. Altre Chiese protestanti non hanno il termine di Ordine Sacro, ma solo un servizio pastorale non ordinato.
Ai ministri non è prescritto il celibato, e fino al XX secolo non erano ammesse donne al ministero. Questa regola è stata progressivamente abbandonata da numerose denominazioni protestanti. Ad eccezione di gran parte dei pentecostali e dei gruppi evangelici più conservatori, ammettono le donne al pastorato anche di ordinamento episcopale.